# 카테리네 풀롭
카테리네 풀롭(Catherine Fulop, 1965년 3월 11일 ~ )은 베네수엘라의 배우, 모델, 사회자이다. 1986년 미스 베네수엘라에 참가해 4위를 했다.

## 출연 작품
- 메리골드 (2007)